# 加藤茂夫
加藤 茂夫（かとう しげお、1947年1月20日 - 2021年2月28日）は、日本の経営学者。専修大学名誉教授。

## 略歴
北海道出身。北海道札幌東高等学校、専修大学経営学部、明治大学大学院修了後、ミシガン大学ビジネススクール留学。
専修大学経営学部長、専修大学理事などを歴任。2017年定年退職、名誉教授。
東都大学野球連盟理事、日本経営教育学会常任理事も務めた。
研究分野は経営組織論で、1981年より中小・ベンチャー企業について調査を実施しており、企業へのコンサルティング活動も行った。

## 著書
- 現代組織と人間行動（泉文堂、1982年）
- 行動科学と組織革新（泉文堂、1987年）
- 心の見える企業 - スモール＆ベンチャー時代（泉文堂、1987年）
- 核心経営 - 企業の存続と発展へのガイドブック（白桃書房、2000年）
- ニューリーダーの組織論 - 企業のダイナミズムを引き出す（泉文堂、2002年）
- 心の見える企業 - ベンチャー企業とバルーン型組織への誘い（泉文堂、2007年）